# Mozaikszók listája: E, É
Ezen a lapon az E és É betűvel kezdődő mozaikszók ábécé rend szerinti listája található. A kis- és nagybetűk nem különböznek a besorolás szempontjából.

## Lista: E, É
- EAS European Administrative Space (Európai Közigazgatási Tér)
- Eb – Európa-bajnokság
- EB
  - Európai Bíróság
  - Európai Bizottság
- EBCDIC – Extended Binary Coded Decimal Code for Informations Change (kiterjesztett binárissan kódolt decimális kód az információcseréhez)
- EBRD – European Bank for Reconstuction and Development (Európai Újjáépítési és Fejlesztési Bank)
- EC
  - european champion (Európa-bajnok)
  - European Commission (Európai Bizottság)
  - European Community (Európai Közösség)
- ECSC – European Coal and Steel Community (Európai Szén- és Acélközösség)
- EDO – Enhanced Data Output
- EEC – European Economic Community (Európai Gazdasági Közösség)
- EEG – electroencephalogram (elektroenkefalográf)
- EFI – Extensible Firmware Interface (kiterjeszthető Firmware-felület)
- EFTA – European Free Trade Association (Európai Szabadkereskedelmi Szervezet)
- EGA – Enhanced Graphics Adapter
- EGK – Európai Gazdasági Közösség
- EHE – Evangélikus Hittudományi Egyetem
- EJF – Eötvös József Főiskola
- EK – Európai Közösség
- EKB – Európai Központi Bank
- EKF – Eszterházy Károly Főiskola
- EKG – Elektrokardiogram
- ELF
  - Electronic Location Finder (elektronikus helymeghatározó)
  - Executable and Linking Format
  - Extremely Low Frequency (rendkívül alacsony frekvencia)
- ELMŰ – Budapesti Elektromos Művek
- ELTE – Eötvös Loránd Tudományegyetem
- ÉMÁSZ – Észak-Magyarországi Áramszolgáltató
- EMKE – Erdélyi Magyar Közművelődési Egyesület
- EMU – Európai Monetáris Unió
- ENSZ – Egyesült Nemzetek Szervezete
- EP – Európai Parlament
- ES – expert system (szakértői rendszer)
- ESP – extra sensory perception (érzékeken túli észlelés)
- ESZAK – Európai Szén- és Acélközösség
- ETA – Euzkadi Ta Azkatasuna (Baszkföld és Szabadság)
- ETF
  - Erdélyi Tudományos Füzetek
  - European Training Foundation (Európai Képzési alapítvány)
  - Exchange Traded Fund (Tőzsdén kereskedett alap)
- ETO – Egyetemes Tizedes Osztályozás
- EU – European Union (Európai Unió)
- Euratom – Európai Atomenergia Közösség